# Łopiennik (gromada)
Łopiennik – dawna gromada, czyli najmniejsza jednostka podziału terytorialnego Polskiej Rzeczypospolitej Ludowej w latach 1954–1972.
Gromady, z gromadzkimi radami narodowymi (GRN) jako organami władzy najniższego stopnia na wsi, funkcjonowały od reformy reorganizującej administrację wiejską przeprowadzonej jesienią 1954 do momentu ich zniesienia z dniem 1 stycznia 1973, tym samym wypierając organizację gminną w latach 1954–1972.
Gromadę Łopiennik z siedzibą GRN w Łopienniku utworzono – jako jedną z 8759 gromad na obszarze Polski – w powiecie lubelskim w woj. lubelskim na mocy uchwały nr 12 WRN w Lublinie z dnia 5 października 1954. W skład jednostki weszły obszary dotychczasowych gromad Łopiennik, Kazimierów, Majdan Radliński i Ludwinów oraz miejscowości Radlin kol. i Stasin kol. z dotychczasowej gromady Radlin ze zniesionej gminy Chodel w powiecie lubelskim, a także obszary dotychczasowych gromad Kępa wieś i Kępa kol. ze zniesionej gminy Wilkołaz w powiecie kraśnickim w tymże województwie. Dla gromady ustalono 17 członków gromadzkiej rady narodowej.
1 stycznia 1956 gromada weszła w skład nowo utworzonego powiatu bełżyckiego w tymże województwie.
1 stycznia 1969 gromadę zniesiono, włączając jej obszar do gromad Ratoszyn (wsie Łopiennik, Ludwinów, Majdan Radliński i Stasin oraz kolonie Kępa i Zakącie) i Borzechów (wsie Kępa i Kazimierów) w tymże powiecie.